# Doctrine Jdanov
Pour les articles homonymes, voir Jdanov.
Ne doit pas être confondu avec Jdanovisme artistique.
 (avril 2011).
Si vous disposez d'ouvrages ou d'articles de référence ou si vous connaissez des sites web de qualité traitant du thème abordé ici, merci de compléter l'article en donnant les références utiles à sa vérifiabilité et en les liant à la section « Notes et références ».

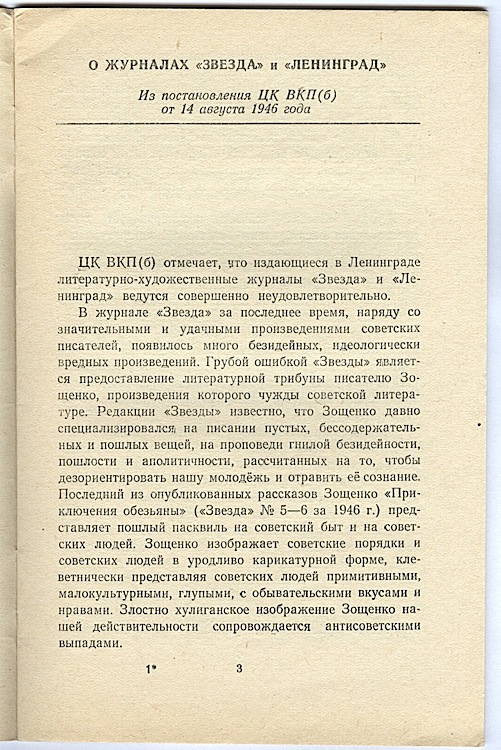

La doctrine Jdanov ou doctrine Zhdanov (prononcé jdanof), du nom du 3e secrétaire du Parti communiste de l'Union soviétique, Andreï Jdanov, proclamée le 22 septembre 1947, au début de la guerre froide, affirme la division du monde en deux camps : les « forces impérialistes », dirigées par les États-Unis, et les « pacifistes », menés par l'URSS. La doctrine Jdanov est une réponse à la doctrine Truman (doctrine américaine).

## La déclaration

### Contexte
C'est lors de la conférence de Szklarska Poręba (Pologne), fondatrice du Kominform, qu'Andreï Jdanov présente son rapport le 22 septembre 1947. Celui-ci a été ensuite publié le 7 octobre 1947, dans le journal Le Monde. Il s'agit d'y définir la nouvelle orientation politique soviétique face au camp occidental, en réaction à la « doctrine Truman » :

« Au fur et à mesure que nous nous éloignons de la guerre, deux camps s’affirment. Les États-Unis sont la principale force dirigeante du camp impérialiste. Ce camp est soutenu par l’Angleterre, la France mais aussi par des États possesseurs de colonies. Les forces anti-impérialistes et antifascistes forment l'autre camp. L'URSS et les pays de la démocratie nouvelle en sont le fondement. Le camp anti-impérialiste s'appuie dans tous les pays sur le mouvement ouvrier et démocratique, les partis communistes frères. »

— Andreï Jdanov, septembre 1947.

### Extraits
(juillet 2017).

« Le but des États-Unis est la consolidation de la domination mondiale de l'impérialisme américain […]. »

« Le but que se donnent les États-Unis est l'établissement de la domination mondiale de l'impérialisme américain. C'est aux partis communistes qu'incombe le rôle historique de se mettre à la tête de la résistance au plan américain d'asservissement de l'Europe. S'ils restent fermes sur leurs positions, s’ils ne se laissent pas influencer par l’intimidation et le chantage, s’ils se comportent résolument en sentinelles de la paix durable et de la démocratie populaire, de la souveraineté nationale, de la liberté et de l’indépendance de leur pays, s’ils savent, dans leur lutte contre les tentatives d’asservissement économique et politique de leur pays, se mettre à la tête de toutes les forces disposées à défendre la cause de l’honneur et de l’indépendance nationale, aucun des plans d’asservissement de l’Europe ne pourra être réalisé. »

Ici, la doctrine de Jdanov fait écho à la doctrine de Truman adressée quelques mois auparavant : « La seconde solution est basée sur la volonté d'une minorité imposée sur la majorité (…) terreur et oppression (…) aider les peuples libres qui résistent aux tentatives de soumission par des minorités armées ou par des pressions externes ». Les deux doctrines tentent de se désigner respectivement comme « sentinelles de la paix » (Jdanov) et à « aider les nations libres et indépendantes à maintenir leur liberté » (Truman) tout en rejetant une forme d'hégémonie ou en tout cas de contrôle qu'elles attribuent à ce qui deviendra progressivement le 'bloc opposé' (la dynamique n'est pas encore en place en 1947, en revanche la création de ces deux doctrines a cristallisé l'opposition des deux puissances).

« Les États-Unis sont la principale force dirigeante du camp impérialiste. L'Angleterre et la France sont unies aux États-Unis et marchent comme des satellites en ce qui concerne les questions principales, dans l'ornière de la politique impérialiste des États-Unis. Le camp impérialiste est soutenu aussi par des États possesseurs de colonies, tels que la Belgique et la Hollande, et par des pays au régime réactionnaire antidémocratique, tels que la Turquie et la Grèce, ainsi que par des pays dépendant politiquement et économiquement des États-Unis, tels que le Proche‑Orient, l'Amérique du Sud, la Chine. »

L'argument de l'attitude « impérialiste » des États-Unis avec ses alliés est dénoncée par la doctrine de Jdanov pour contrecarrer l'argument de l'« oppression politique » et de l'absence d'« élections libres » que la doctrine de Truman avance.

« Les forces anti‑impérialistes et antifascistes forment l'autre camp. L'URSS et les pays de la démocratie nouvelle en sont le fondement. Les pays qui ont rompu avec l'impérialisme et qui se sont engagés résolument dans la voie du progrès démocratique, tels que la Roumanie, la Hongrie, la Finlande, en font partie. Au camp anti-impérialiste adhèrent l'Indonésie, le Viêt-Nam, l'Inde. L'Égypte et la Syrie y apportent leurs sympathies. Le camp anti-impérialiste s'appuie dans tous les pays sur le mouvement ouvrier et démocratique, sur les partis communistes frères, sur les combattants des mouvements de libération nationale dans les pays coloniaux et dépendants, sur toutes les forces progressistes et démocratiques qui existent dans chaque pays… Une tâche particulière incombe aux partis communistes frères de France, d'Italie, d'Angleterre et des autres pays. Ils doivent prendre en main le drapeau de la défense nationale et de la souveraineté de leurs propres pays. »

Ici, l'expression « l'autre camp » est cruciale pour la compréhension de cette doctrine. La logique des blocs Ouest et Est se forme progressivement avec la fin de la Seconde Guerre mondiale, et de désaccords sur les traités de Yalta et de Potsdam. Cette mise à distance et opposition avec « l'autre camp » marque un tournant dans les relations américano-soviétiques.

« Le « secours » économique des États-Unis a pour but d’asservir l’Europe au capital américain […]. Viennent au pouvoir des partis et des personnalités qui, obéissant aux directives de Washington, sont prêts à réaliser, dans leur politique intérieure et extérieure, le programme désiré par les États-Unis […]. Dans les conditions actuelles, les pays impérialistes tels que les États‑Unis, l’Angleterre et les États qui leur sont proches deviennent des ennemis dangereux de l’indépendance nationale et de l’autodétermination des peuples, tandis que l’Union soviétique et les pays à nouvelle démocratie constituent le rempart sûr dans la défense de l’égalité des droits et de l’autodétermination nationale des peuples »

— Rapport d'Andreï Jdanov, 22 septembre 1947
La doctrine de Jdanov, tout comme la doctrine de Truman l'a fait, emploie la technique de rhétorique de polarisation, afin de pousser les nations à 'choisir un camp'.

« Plus nous nous éloignons de la fin de la guerre et plus nettement apparaissent les deux principales directions de la politique internationale de l'après-guerre, correspondant à la disposition en deux camps principaux des forces politiques qui opèrent sur l'arène mondiale : le camp impérialiste et antidémocratique, le camp anti-impérialiste et démocratique. »